# Pelourinho de Mêda
O Pelourinho de Mêda está localizado na atual freguesia de Mêda, Outeiro de Gatos e Fonte Longa, no município de Mêda, no distrito da Guarda, em Portugal.
Está classificado como Imóvel de Interesse Público desde 1933.